# Kris Gevers
Dit overzicht is mogelijk incompleet; u kunt helpen door het uit te breiden.
Kris Gevers (Turnhout, 15 september 1973) is een hedendaags Belgisch beeldend kunstenaar. Zijn werk bestaat hoofdzakelijk uit olieverfschilderijen. Begin jaren 2000 experimenteerde hij met fictiefilms.

## Achtergrond
Begin jaren 90 studeerde Gevers computerwetenschappen. Daarna begon hij met schilderen, alras geïnspireerd door Rustin, Bacon, Freud, Auerbach, Kossoff, Soutine, en anderen. Vervolgens legde hij zich toe op portretten en zelfportretten.

Tegenwoordig heeft de schilder zijn beeldtaal uitgebreid en zoekt naar het verhaal in de schilderkunst, een koers van Gevers die sinds 2007 in zijn werk besloten ligt. 
Het modernisme is iets vergeten in haar zoektocht naar de essentie van de schilderkunst: het verhaal! Dat moeten wij vandaag teruggeven aan de schilderkunst. Dat moet mijn generatie toevoegen aan de verworvenheden van de laatste 100 jaar schilderkunst. De verbinding met het verleden, met haar eigen traditie, terug herstellen. Dat is onze uitdaging.